# Florian Aigner (Publizist)

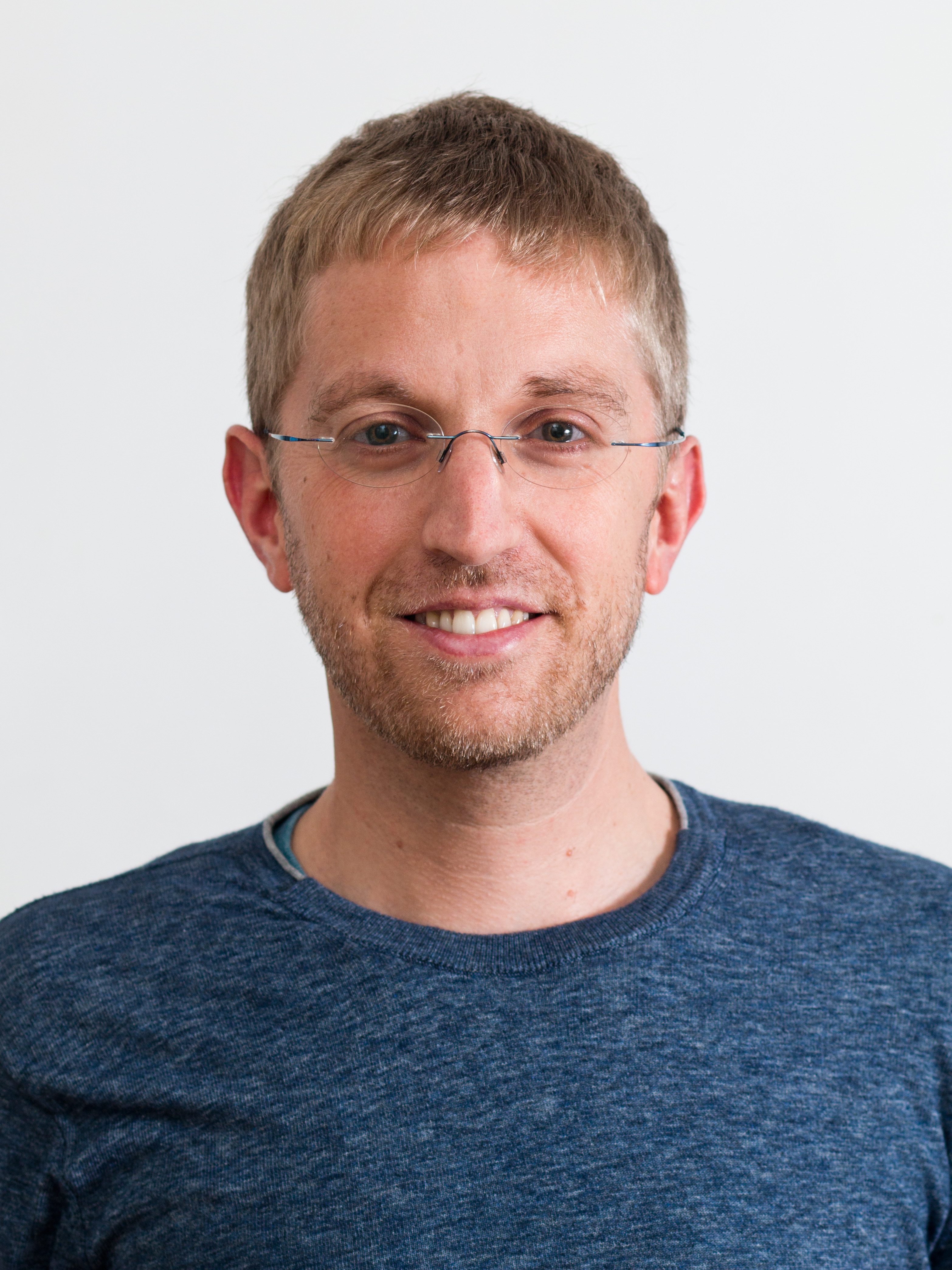
Florian Aigner (2016)

Florian Aigner (* 19. November 1979 in Linz) ist ein österreichischer Physiker, Wissenschaftspublizist und Redakteur an der Technischen Universität Wien. Er lebt und arbeitet in Wien.

## Leben
Aigner wuchs in Freistadt (Oberösterreich) auf. Er studierte technische Physik an der TU Wien und arbeitete im Anschluss an Forschungsprojekten im Bereich technische Physik (numerische Simulationen quantenphysikalischer Streuprozesse sowie Zusammenhänge zwischen Quantenphysik und klassischer Physik). Er promovierte im Jahre 2010.
Seit 2008 ist Aigner als freier Wissenschaftsjournalist für zahlreiche Medien in Deutschland und Österreich tätig. Zu seinen journalistischen Hauptgebieten zählen Wissenschaftsvermittlung und Wissenschaftserklärung, sein Augenmerk richtet er dabei besonders auch auf das Widerlegen von unwissenschaftlichen und esoterischen Behauptungen. Er war Mitglied im Kernteam und von 2012 bis 2016 Vorstandsmitglied der Gesellschaft zur wissenschaftlichen Untersuchung von Parawissenschaften in Deutschland. Er war bis 2021 auch Vizepräsident der "Gesellschaft für kritisches Denken" (GWUP Wien). Er verließ die GWUP 2024 aufgrund des Richtungsstreits. An der TU Wien ist er für wissenschaftsbezogene Pressearbeit als Schnittstelle zwischen Wissenschaft und Presse zuständig.

## Tätigkeit als Publizist
Neben seinen journalistischen Tätigkeiten ist Aigner Kolumnist der Futurezone; jeden zweiten Dienstag im Monat erscheint seine Kolumne „Wissenschaft und Blödsinn“. Weiters publiziert er den Wissenschaftsblog „naklar“ im ScienceBlogs und ist Jurymitglied beim satirischen Negativ-Preis Goldenes Brett. Er hält Vorträge in Österreich und Deutschland. Im Jahre 2017 veröffentlichte er das populärwissenschaftliche Buch Der Zufall, das Universum und du, das 2018 als Wissenschaftsbuch des Jahres in der Kategorie „Naturwissenschaft und Technik“ ausgezeichnet wurde. Der Hörfunksender Ö1 überträgt seit Februar 2021 seinen Podcast „Aigners Universum“.

## Thesen
In seinem Buch Der Zufall, das Universum und du zeigt Aigner, wie neue wissenschaftliche Erkenntnisse aus Quantenphysik und Chaostheorie im 20. Jahrhundert das alte deterministische Weltbild ins Wanken brachten: Der Zufall wurde zu einem Teil der Wissenschaft. Er ist nicht bloß eine Folge menschlichen Unwissens, sondern ein fester Bestandteil der Natur. Daraus zieht Aigner den Schluss, man müsse Zufall als unverrückbaren Teil des Lebens anerkennen. Auch persönlicher Erfolg sei letztlich vom Zufall maßgeblich mitbestimmt, Glücksversprechen aus Esoterik, Religion oder Lebensratgeber-Literatur sieht Aigner äußerst kritisch.
In seinem Buch Die Schwerkraft ist kein Bauchgefühl widmet sich Aigner der Frage, was wissenschaftliches Denken bedeutet. Er beschreibt die logische Präzision der Mathematik und die Versuche des Wiener Kreises, diese Präzision in andere Wissenschaftsbereiche zu übertragen, die letztlich in Karl Poppers Falsifikationismus mündeten. Für Aigner ist allerdings nicht Widerlegbarkeit das entscheidende Kriterium der Wissenschaft. Er beschreibt, wie auch widerlegte wissenschaftliche Theorien in vielen Fällen eine große Nützlichkeit behalten. Die wesentliche Eigenschaft der Wissenschaft ist für Aigner stattdessen ihre netzartige Struktur: Glaubwürdig ist, was nicht nur auf eine Weise belegt ist, sondern durch eine Vielzahl von Querverbindungen zu anderen, bereits als wahr akzeptierten Fakten, Beobachtungen und Theorien fest mit dem Rest der Wissenschaft verwoben ist. Das sei nicht von einzelnen Personen zu erreichen: Ein wesentliches Charakteristikum von Wissenschaft sieht Aigner darin, dass sie nicht autoritär von einzelnen Genies oder Würdenträgern verordnet werden kann, sondern quasi emergent als Produkt der ganzen Menschheit entsteht.

## Auszeichnungen
- 2014: Förderpreis für Volksbildung der Stadt Wien
- 2018: Wissenschaftsbuch des Jahres
- 2021: Kardinal-Innitzer-Preis – Würdigungspreis für Wissenschaftspublizistik[3][4]
- 2022: Preis der Österreichischen Forschungsgemeinschaft für Wissenschaftsjournalismus[5]
- 2023: Wissensbuch des Jahres

## Bücher
- Der Zufall, das Universum und du: Die Wissenschaft vom Glück. Brandstätter Verlag, Wien 2017, ISBN 978-3-7106-0074-6.
- Die Schwerkraft ist kein Bauchgefühl. Brandstätter Verlag, Wien 2020, ISBN 978-3-7106-0467-6.
- Warum wir nicht durch Wände gehen. Brandstätter Verlag, Wien 2023, ISBN 978-3-7106-0689-2.